# Isla Plum (Nueva York)
La Isla Plum (en inglés: Plum Island) es una isla en la ciudad de Southold en el condado de Suffolk, Nueva York, en Estados Unidos. La isla está situada en la bahía de Gardiner, al este de la Punta Orient, en el extremo oriental de la costa Norte Fork de Long Island. Tiene unas 3 millas (4,8 km) de largo y  1 milla (1,6 km) de ancho en su punto más ancho. La isla es el lugar donde se ubica el Centro de Enfermedades Animales de la Isla Plum  (PIADC) que fue establecido por el Departamento de Agricultura de Estados Unidos (USDA) en 1954. La isla es también el lugar donde se localiza una instalación militar estadounidense ex Fort Terry (c. 1897) , y el histórico Faro de la Isla Plum Island  (c. 1827), y su reemplazo automatizado.